# 虞山李氏琴谱
《虞山李氏琴谱》，古琴谱。李天根收抄，撰作年代不详。

## 琴谱介绍
上海图书馆藏本，周庆云收得此谱，此抄本是李世则的孙子李天根收抄，所以上海图书馆收来此本把他列为善本库存。其中琴谱中《相如操》一曲，他谱未见，故以收存。